# Relações públicas

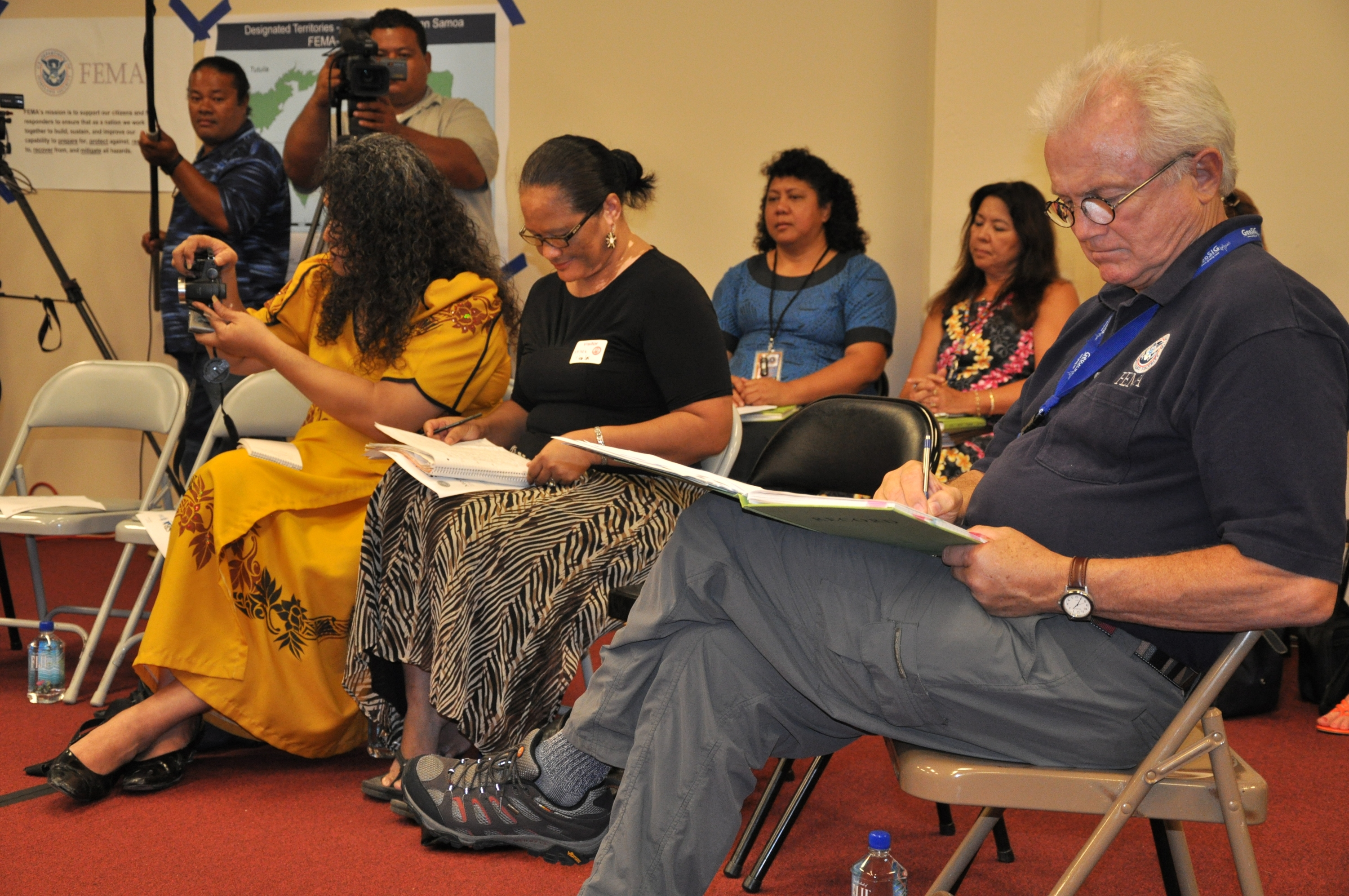
As coletivas de imprensa são uma das abordagens usadas nas relações públicas

Relações públicas (RP) é a prática de gerenciar e disseminar informações de um indivíduo ou uma organização (como uma empresa, agência governamental ou uma organização sem fins lucrativos) para o público a fim de influenciar sua percepção. Relações públicas e publicidade diferem no fato de que as RPs são controladas internamente, enquanto a publicidade não é controlada e contribuída por partes externas.
Podem incluir uma organização ou indivíduo ganhando exposição para seu público usando tópicos de interesse público e itens de notícias que não exigem pagamento direto. A exposição é principalmente baseada em meios de comunicação social e isto a diferencia da publicidade como uma forma de comunicação de marketing. As RP geralmente visam criar ou obter cobertura para clientes gratuitamente, também conhecida como mídia conquistada, em vez de pagar por campanhas publicitárias, também conhecida como mídia paga. No entanto, a publicidade, especialmente do tipo que se concentra na distribuição de informações ou mensagens principais de RP, também faz parte de atividades mais amplas da área.
Um exemplo de relações públicas seria gerar um artigo apresentando um cliente de uma empresa de RP, em vez de pagar para que o cliente seja anunciado ao lado do artigo. O objetivo das relações públicas é informar o público, clientes em potencial, investidores, parceiros, funcionários e outras partes interessadas e persuadi-los a manter uma visão positiva ou favorável sobre a organização, sua liderança, produtos ou decisões políticas. Profissionais de relações públicas geralmente trabalham para empresas de RP e marketing, empresas, governos e funcionários públicos como oficiais de informação pública, organizações não governamentais e organizações sem fins lucrativos. Os empregos centrais para relações públicas incluem cargos internos, como coordenador de relações públicas, especialista em relações públicas e gerente de relações públicas, e cargos de agências externas, como coordenador de contas, executivo de contas, supervisor de contas e gerente de relações com a mídia.
Especialistas em relações públicas estabelecem e mantêm relacionamentos com o público-alvo de uma organização, a mídia, a mídia comercial relevante e outros líderes de opinião. Responsabilidades comuns incluem projetar campanhas de comunicação, escrever comunicados à imprensa e outros conteúdos para notícias, trabalhar com os veículos de imprensa, organizar entrevistas para porta-vozes da empresa, escrever discursos para líderes da empresa, atuar como porta-voz de uma organização, preparar clientes para conferências de imprensa, entrevistas e discursos na mídia, escrever conteúdo para sites e mídias sociais, gerenciar a reputação da empresa, gerenciamento de crises, gerenciar comunicações internas e atividades de marketing, como conscientização da marca e gerenciamento de eventos. O sucesso na área requer uma compreensão profunda dos interesses e preocupações de cada uma das muitas partes interessadas da empresa. O profissional de relações públicas deve saber como abordar efetivamente essas preocupações usando a ferramenta mais poderosa do comércio de relações públicas, que é a publicidade.

## Definições
Ivy Lee, o homem que transformou o nome e a imagem da Família Rockefeller, e seu amigo, Edward Bernays, estabeleceram a primeira definição de relações públicas no início do século XX como: "uma função de gestão, que tabula as atitudes públicas, define as políticas, procedimentos e interesses de uma organização... seguida pela execução de um programa de ação para ganhar a compreensão e a aceitação do público." No entanto, quando Lee foi posteriormente questionado sobre seu papel em uma audiência com a United Transit Commission, ele disse: "Nunca consegui encontrar uma frase satisfatória para descrever o que faço." Em 1948, o historiador Eric Goldman observou que a definição de relações públicas no Dicionário Webster seria "disputada por profissionais e críticos da área."
Segundo Bernays, o consultor de relações públicas é o agente que trabalha tanto com os meios de comunicação modernos quanto com as formações de grupos da sociedade, a fim de fornecer ideias à consciência pública. Além disso, ele também se preocupa com ideologias e linhas de ação, bem como com bens e serviços materiais, serviços públicos, associações industriais e grandes grupos comerciais para os quais assegura o apoio popular.
Em agosto de 1978, a Assembleia Mundial das Associações de Relações Públicas definiu o campo como
"a arte e a ciência social de analisar tendências, prever suas consequências, aconselhar líderes organizacionais e implementar programas de ação planejados, que servirão tanto à organização quanto ao interesse público."

A Public Relations Society of America, uma associação comercial profissional, definiu as relações públicas em 1982 como:
“As relações públicas ajudam uma organização e os seus públicos a adaptarem-se mutuamente.”

Em 2011 e 2012, a PRSA solicitou definições para o termo, fornecidas coletivamente, e permitiu que o público votasse em uma das três finalistas. A definição vencedora declarou que:
“As relações públicas são um processo de comunicação estratégica que constrói relações mutuamente benéficas entre as organizações e os seus públicos.”

O Chartered Institute of Public Relations, sediado no Reino Unido, concentra sua definição na reputação:
"Relações Públicas têm a ver com reputação – o resultado do que você faz, do que você diz e do que os outros dizem sobre você. Relações Públicas é a disciplina que zela pela reputação, com o objetivo de obter compreensão e apoio e influenciar opiniões e comportamentos. É o esforço planejado e sustentado para estabelecer e manter a boa vontade e o entendimento mútuo entre uma organização e seus públicos."

### 'Públicas'
Quentin Langley argumenta que o uso da palavra "públicas" no plural é "central para a compreensão" das relações públicas, escrevendo "todas as organizações têm uma série de públicos, ou partes interessadas, dos quais depende seu sucesso". Ele segue Roger Hayward (1991) ao dividir os públicos em "clientes (passado, presente e futuro), funcionários (passado, presente e futuro), investidores (passado, presente e futuro), políticos e reguladores, vizinhos e parceiros de negócios (fornecedores, distribuidores, etc.)". Langley também contesta a perspectiva de marketing de ver as relações públicas como parte do marketing, que ele afirma ser muito focado em apenas um dos seis públicos de Hayward: os clientes.

## História
Há cinco mil anos, a aristocracia da China já empregava técnicas parecidas com as das  modernas Relações Públicas. O início no ocidente é incerto, com vários registros da atividade datados no Século XVIII. Arceo Varcas em 1802 teria usado o termo Relações Públicas de modo análogo à atividade atual, bem como o reverendo Hoyt empregou o termo em conotação com a ideia de responsabilidade social corporativa. No entanto a primeira grande preocupação coletiva de empresários com seus públicos ocorreu durante a Revolução Industrial, no Século XIX, sendo que durante a palestra The Public Relations and duties of the legal profession proferida em 1882, o termo Relações Públicas foi objeto de debate pela primeira vez. Na ocasião o palestrante Dorman Eaton entendia ser responsabilidade da atividade "olhar pelo bem-estar do público". Foi ainda no mesmo ano que o magnata norte-americano William Henry Vanderbilt, ao ser criticado pela péssima qualidade de suas ferrovias, emitiu a icônica frase "O público que se dane", mostrando involuntariamente a necessidade de uma abordagem técnica entre as entidades e a opinião pública. A partir desse fato, a indústria começou a ser atacada por líderes de governo e escritores famosos.

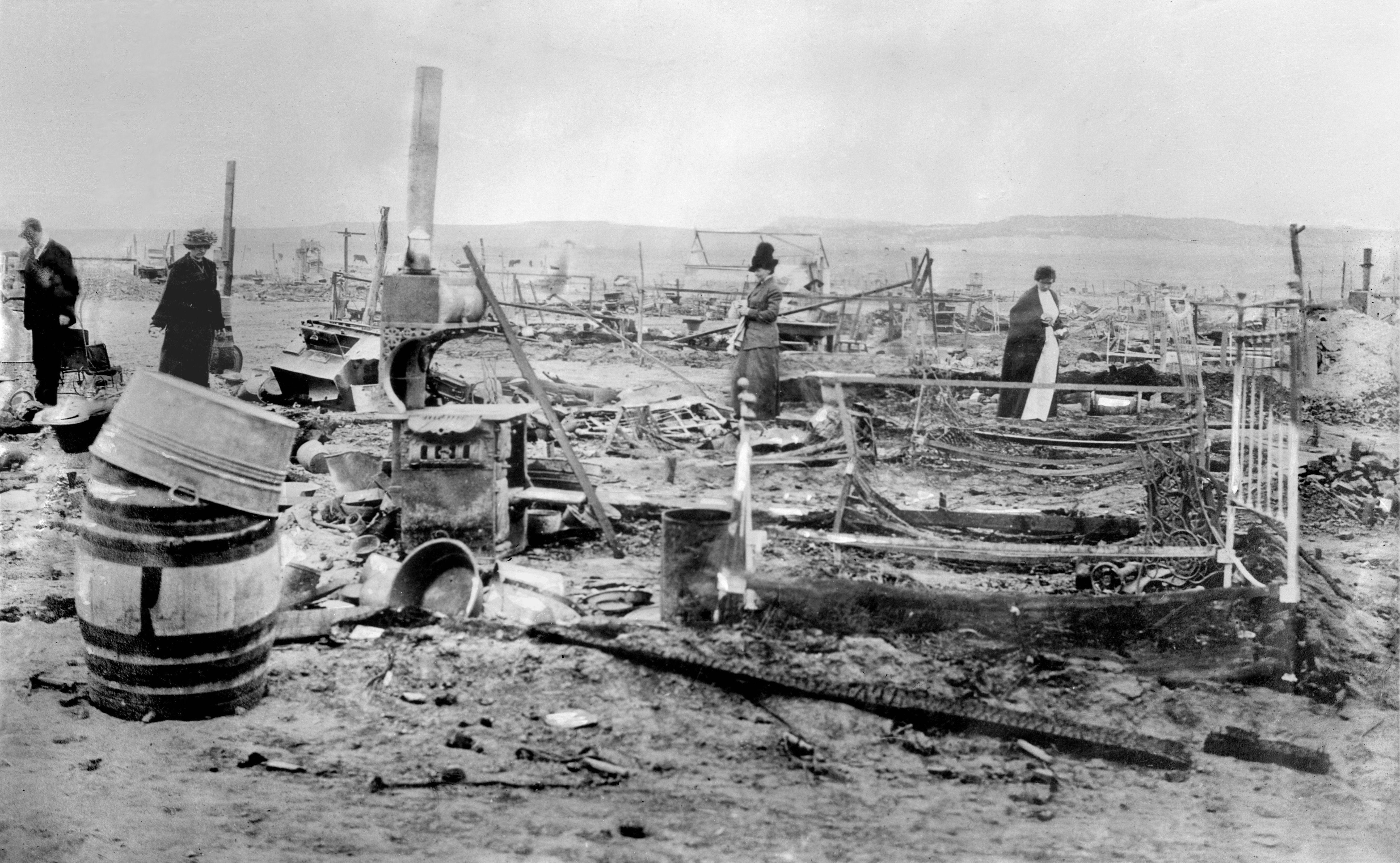
Ruínas de Ludlow após o massacre

A situação vigente na América do Norte, à época, não era diferente em outros países. Na Espanha, por exemplo, a maximização dos lucros das empresas estava acima de qualquer tipo de consideração social, o que acabou gerando já a partir do final do Século XIX, protestos e reivindicações crescentes, impulsionados por publicações como La solidariedade (1870) e La Emancipación (1871).
Durante o Século XX a atividade foi estruturada e estudada com rigor científico pelos norte-americanos, sobretudo pelo jornalista e publicitário Ivy Ledbetter Lee. Essa origem se deu em face de uma estimulante necessidade econômico-empresarial, pois os empresários se deram conta de que necessitavam da figura de um especialista que compreendesse tanto os seus públicos externos quanto os internos para o bom funcionamento de suas organizações. Foi nesse contexto que surgiu Lee, fundando, com George Parker a agência Parker & Lee em 1906, a partir da qual entraria em ação um serviço de imprensa.
Naquele momento, a Família Rockefeller estava sendo muito criticada pela opinião pública por conta do conflito entre mineiros e as forças militares do colorado que ficou conhecido como o Massacre de Ludlow. O conflitou resultou na morte de 19 a 26 pessoas, incluindo duas mulheres e 11 crianças. Lee alertou à Família Rockefeller que eles estavam perdendo suporte popular e desenvolveu uma estratégia para Rockefeller Junior executar a fim de recuperar seu prestígio com a classe trabalhadora. Parte do plano elaborado por Lee foi enviar Junior pessoalmente para conversar com os mineradores e suas famílias, inspecionar suas condições de trabalho, suas casas, e especialmente ouvir suas queixas pessoais. A estratégia atraiu a atenção da mídia, que passou a divulgar uma versão mais humanizada dos Rockefellers.

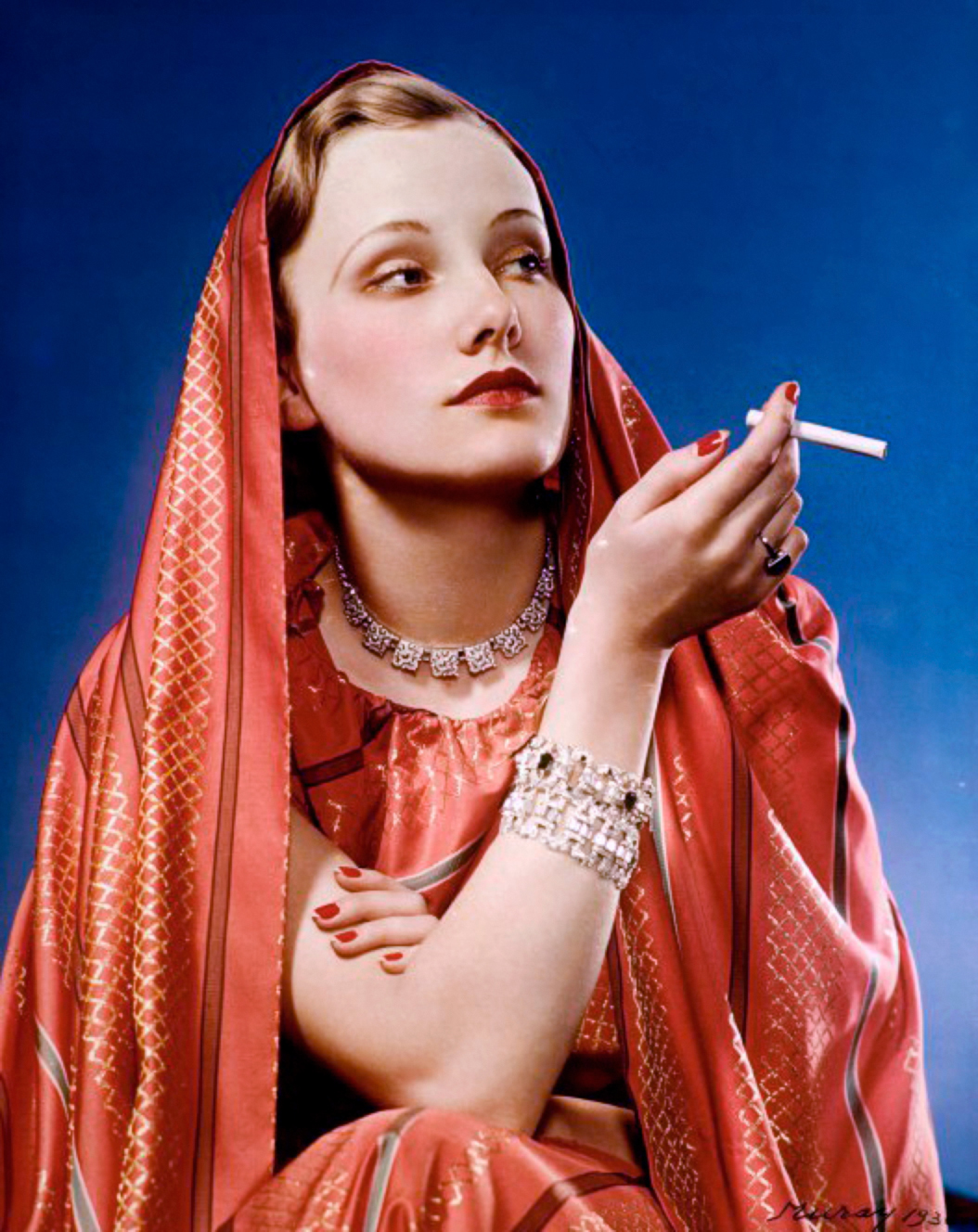
Campanha da marca Lucky Strike concebida por Bernays, a fim de popularizar o cigarro entre as mulheres como um instrumento feminista.

No entanto atribuir a paternidade da atividade mundial a Lee é uma questão controvertida, uma vez que ele se considerava um publicitário, e não um relações-públicas. Muitos acadêmicos atribuem a Edward Bernays, sobrinho de Sigmund Freud o pioneirismo. Com outro tipo de abordagem, Bernays defendia a manipulação de massas e indivíduos, e dessa forma ajudou a popularizar nos Estados Unidos da América as atividades das Relações Públicas. Foi ele o primeiro professor de Relações Públicas em uma universidade e autor da primeira obra acadêmica dedicada à área, nomeada de Crystallizing public opinion. O primeiro cliente de Bernays foi a Corporação de Tabaco Americana. Contratado para ampliar o consumo de cigarros nos EUA, Bernays percebeu que, se buscasse uma forma de associá-lo ao poder masculino e aos desejos inconscientes das mulheres de derrubá-lo, o cigarro seria mais atrativo para o público feminino.
| “ | "A manipulação inteligente de hábitos e opiniões organizados das massas é um elemento importante na sociedade e na democracia." - Edward Bernays | ” |

Lee foi o precursor da atividade nos termos em que ela até hoje continua sendo desenvolvida em certo âmbitos, nos quais a preocupação é apenas com relações públicas de uma só via, em que se quer tão somente disseminar informações relativamente objetivas por meios específicos, ao passo que Bernays se envolveu inicialmente com um modelo assimétrico, em que predominava a persuasão, já com atenção ao feedback dos receptores, mas ainda realmente pouco voltado para o interesse dos públicos. A exemplo disso, ficou famosa a carta do então juiz da Suprema Corte dos Estados Unidos para o Presidente Franklin Delano Roosevelt, onde o magistrado define tanto Lee quanto Bernays como "envenenadores profissionais da opinião pública, exploradores de tolices, fanatismo e interesse próprio".
Após o término da Primeira Guerra Mundial, a sociedade norte-americana passou a exigir cada vez mais informações de seus governantes. O Presidente Roosevelt passou a exigir a presença de técnicas de Relações Públicas em seu governo, e isso se tornaria imperativo no advento da Segunda Guerra Mundial, quando o governo teve que desenvolver um intenso trabalho para explicar o motivo que levou o país entrar no conflito. A partir de então as Relações Públicas foram se desenvolvendo em todo mundo, sofisticando suas técnicas e desenvolvimento de conceitos. Criaram-se os primeiros cursos avulsos em universidades e colégios e os livros passaram a se proliferar. Nesse cenário, órgãos especializados e associações nacionais surgiram nos Estados Unidos, na Inglaterra, na França, na Itália e no Brasil, culminando no I Congresso Internacional de Relações Públicas em 1954, que consolidou a atividade profissional e campo científico.

### História das Relações Públicas no Brasil
No começo do Século XX, sob impacto da urbanização e da industrialização incentivadas pelos governos da República, São Paulo estava imerso na onda sindicalista, cujo combustível era canalizado pelas páginas da imprensa operária. Foi na esteira dessas ocorrências que a multinacional Light & Power, hoje transformada em AES Eletropaulo, criou no Brasil o primeiro serviço de Relações Públicas em 1914, cujo diretor foi Eduardo Pinheiro Lobo. Graças a isso Lobo conquistou o título de patrono da profissão no Brasil, comemorando-se a data de seu nascimento, 2 de dezembro como o dia nacional das Relações Públicas.
Em âmbito nacional, a comunicação se destacou na Era Vargas. De acordo com Jorge Duarte:
A primeira vez que se organizou a comunicação do Serviço Público no Brasil, foi no período Vargas. A estrutura era usada como estratégia de manipulação, censura, convencimento em moldes “fascistas” e com uso assumidamente político e personalista. Depois disso, durante muito tempo, evitou-se falar em comunicação dentro de governos, até para não lembrar o famigerado DIP – Departamento de Imprensa e Propaganda – de Vargas. Quando um governo resolveu fazer planejamento em comunicação foi em pleno regime militar. Adotou-se, então, um novo modelo de sistema de comunicação usando o então nome “moderno” de Relações Públicas. Na prática, fortaleceu-se a compreensão da comunicação como instrumento de persuasão social em um governo. Além de reafirmar preconceitos sobre comunicação de governo, esse período serviu também para ajudar a estigmatizar a prática relações públicas.
A Fundação Getulio Vargas, o instituto de administração da USP e o Instituto de Organização Racional do Trabalho de São Paulo ofereceram os primeiros cursos regulares de RP a partir de 1953. A institucionalização como profissional aconteceu em  1968, quando a profissão foi regulamentada mediante lei federal que fora aprovada pelo Congresso Nacional no final de 1967. Com isso a atividade se tornou privativa dos bacharéis de comunicação Social.
Um ano antes, em 6 de junho de 1966, a então Escola de Comunicações Culturais, hoje Escola de Comunicações e Artes, havia passado a oferecer as habilitações de Relações Públicas e Jornalismo. Foram os primeiros cursos superiores com registro profissional obrigatório. Em 1985 o Conselho Federal de Profissionais de Relações Públicas emitiu um código de ética sobre os princípios fundamentais da profissão.
Entre 1990-1994 as Relações Públicas do Governo Federal oscilaram entre performances de marketing usadas pelo então Presidente Fernando Collor de Mello e o obscurantismo da fase Itamar Franco. O Governo de Fernando Henrique Cardoso demonstrou um pouco mais de cuidado com a comunicação, sem, contudo, explorar completamente suas potencialidades na esfera governamental. Durante o mandato do Presidente Luiz Inácio Lula da Silva, a comunicação foi alçada ao status de ministério, com clara tendência publicitária. As Relações Públicas do período Lula se viram atingidas por graves denúncias de corrupção, envolvendo as agências de publicidade que detinham as contas públicas. A alternativa proposta pelo governo foi o encolhimento da área de comunicação que perdeu o status de ministério e passou a compor a estrutura da secretaria-geral da presidência da Republica.

### Relações Públicas em Portugal
Em Portugal as Relações Públicas são atreladas à assessoria de imprensa e de relacionamento com os media. Esta tendência prende-se, certamente, ao contexto histórico da atividade, pois não há entidades e normas que regulem e defendam a profissão.

## Produções cinematográficas
- O Século do Ego é uma série documental da BBC produzida em 2002. Ela retrata a família de Sigmund Freud, incluindo Edward Bernays. A série mostra Bernays empregando as técnicas psicológicas do tio nas relações públicas.[35]

- Em Obrigado por Fumar, Aaron Eckhart interpreta um relações-públicas de uma das grandes empresas de cigarros dos Estados Unidos, e ganha a vida defendendo os direitos dos fumantes norte-americanos. O personagem manipula informações tentando diminuir a percepção pública dos malefícios provocados pelo cigarro.[36]

- Absolute Power é uma série de comédia britânica, ambientada nos escritórios da Prentiss McCabe, uma empresa fictícia de relações públicas (ou 'consultoria de relações com o governo') em Londres, administrada por Charles Prentiss (Stephen Fry). O título é retirado de uma citação do historiador Lord Acton: "o poder tende a corromper, e o poder absoluto corrompe absolutamente".[37][38]

- No filme Hancock, o herói resgata o relações-públicas Ray Embrey de um trem que se aproxima. Agradecido e vendo como uma oportunidade para alavancar a carreira, Ray se oferece para ajudar a melhorar a imagem pública de Hancock.[39]